# Eo biển Bonifacio

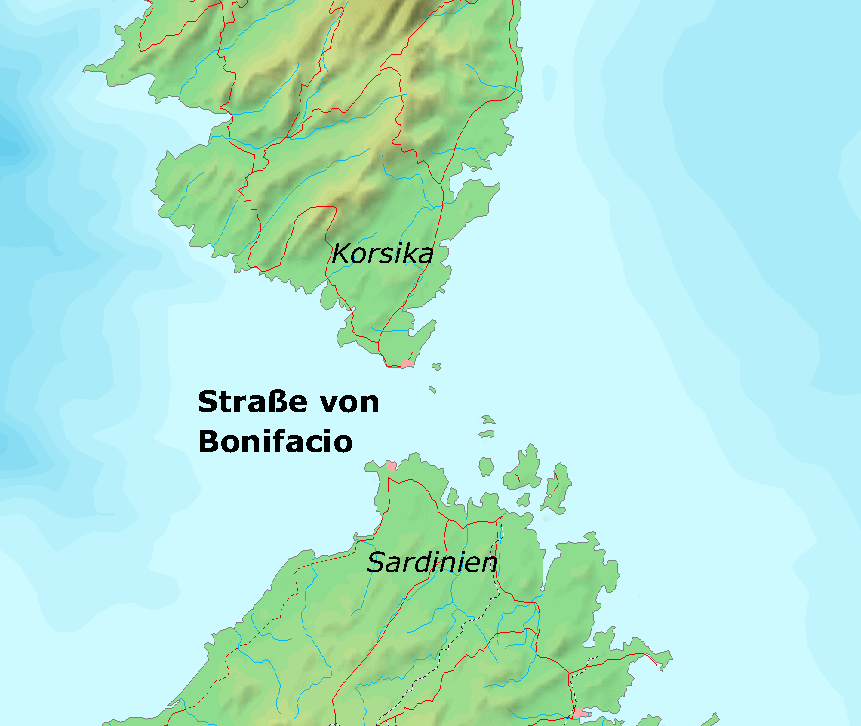
Eo biển Bonifacio trên bản đồ

Eo biển Bonifacio (tiếng Corse: Bucchi di Bunifaziu, tiếng Pháp: Bouches de Bonifacio, tiếng Gallura: Bocchi di Bunifaciu, tiếng Ý: Bocche di Bonifacio) là một eo biển giữa Corse và Sardegna, được đặt tên theo đô thị Bonifacio trên đảo Corse. Eo biển rộng 11 km (6,8 mi) và chia tách biển Tyrrhenus với phần phía Tây Địa Trung Hải. Eo biển này có tiếng xấu đối với các thủy thủ do các khắc nghiệt về thời tiết, hải lưu, các bãi cát ngầm, và những trở ngại khác.
Thảm họa nổi tiếng nhất tại eo biển Bonifacio đã xảy ra với tàu khu trục nhỏ Sémillante của Pháp vào ngày 15 tháng 2 năm 1855. Sémillante đã dời cảng Toulon để lên đường tới Hắc Hải nhằm cung cấp binh lính cho chiến tranh Krym. Một cơn bão đã đẩy con thuyền va phải một rạn san hô; tàu bị chìm và không ai trong số 750 binh sĩ trên tàu sống sót.
Sau một thảm họa tàu chở dầu vào năm 1993, các tàu mang cờ Pháp và Ý mang các hàng hóa nguy hiểm đã bị cấm đi qua eo biển Bonifacio.
Độ sâu tối đa của eo biển là 100 mét (330 ft).